# Collège de France

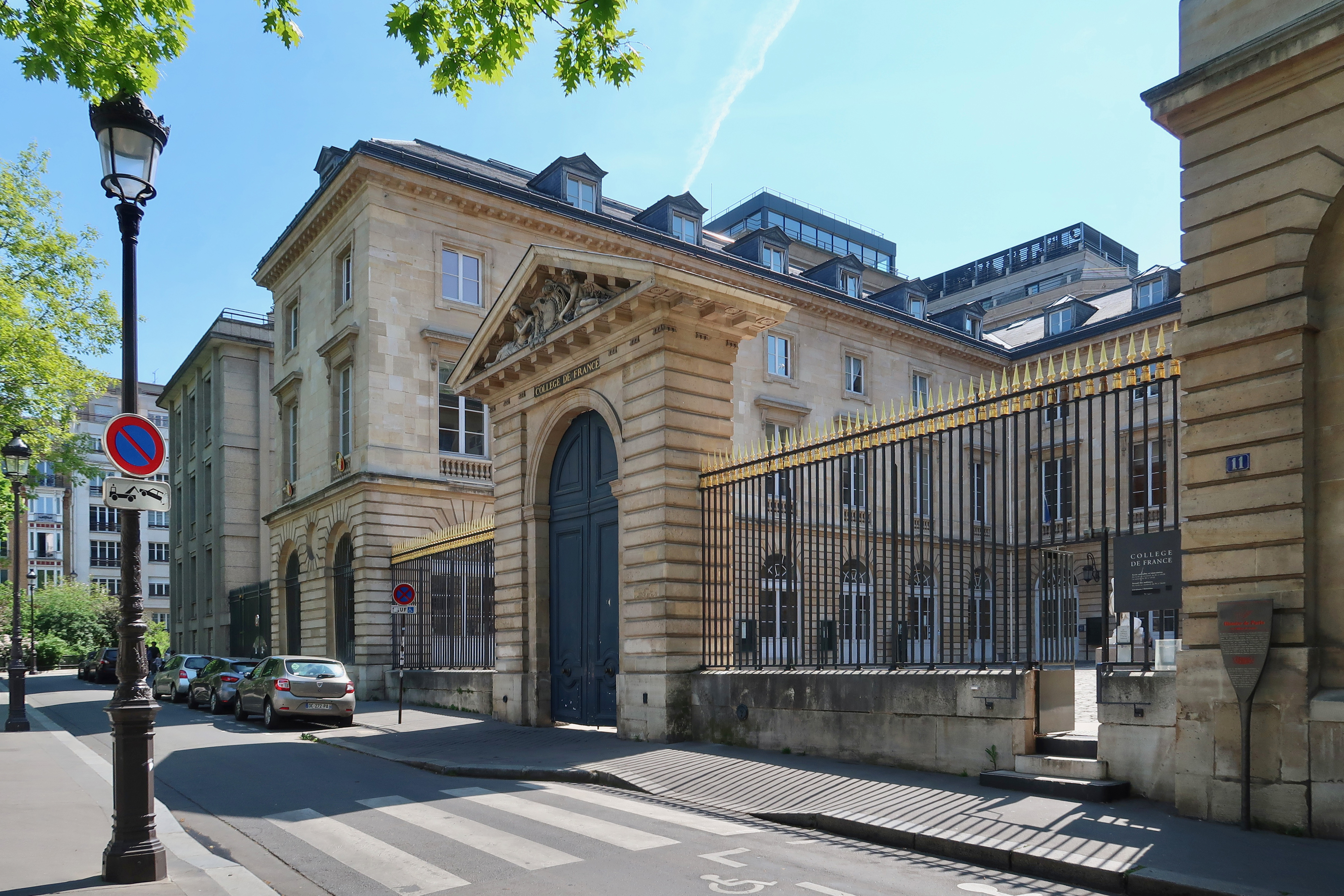
Lối vào chính của Collège de France

Collège de France là một cơ sở giáo dục đặc biệt nằm ở khu phố La Tinh, Quận 5 thành phố Paris. Không phải một đại học, cũng không phải một trường lớn, nhưng Collège de France tổ chức các khóa học cao cấp về khoa học, văn học và nghệ thuật. Các học viên không cần đăng ký trước, không đóng học phí và cũng không được cấp bằng.
Được vua François I khởi lập từ năm 1530, Collège de France từng là nơi tập trung nhiều học giả lỗi lạc người Pháp và cả người nước ngoài. Các giáo sư của Collège de France ngày nay được xem như danh giá bậc nhất trong hệ thống giáo dục của Pháp.

## Lịch sử

### Cổ đại
Những dấu cũ nhất ở khu vực Collège de France bắt đầu từ thời La Mã cổ đại, khi Paris còn mang tên Lutetia. Trên còn dốc của đồi Sainte-Geneviève, những dân cư nghèo đã tới định cư, tạo nên những con phố, trong đó có trục Bắc Nam tương đương với phố Saint-Jacques ngày nay. Những ngôi nhà nhỏ, các xưởng và một nhà kho được xây dựng vào nửa đầu thế kỷ 1 nhưng đã bị phá đi sau đó, nhường chỗ cho nhà tắm công cộng. Đây là một trong những công trình quan trọng và cổ nhất của Lutetia với diện tích trên 12 ngàn m², bao gồm nhiều phòng cùng một sân và vườn.
Nhưng cũng giống như phần lớn các công trình khác, "nhà tắm công cộng Collège" bị bỏ rơi vào cuối thế kỷ 3. Những dân cư Paris, chủ yếu những người bán thịt, lại tới định cư trên khu vực đổ nát, dựng nên những ngôi nhà tồi tàn. Họ tiếp tục sống ở đây ít nhất cho tới thế kỷ 4. Các dấu vết của khoảng thời gian từ thế kỷ 4 tới thế kỷ 13 bị các công trình tiếp sau đó che lấp.

### Trung cổ

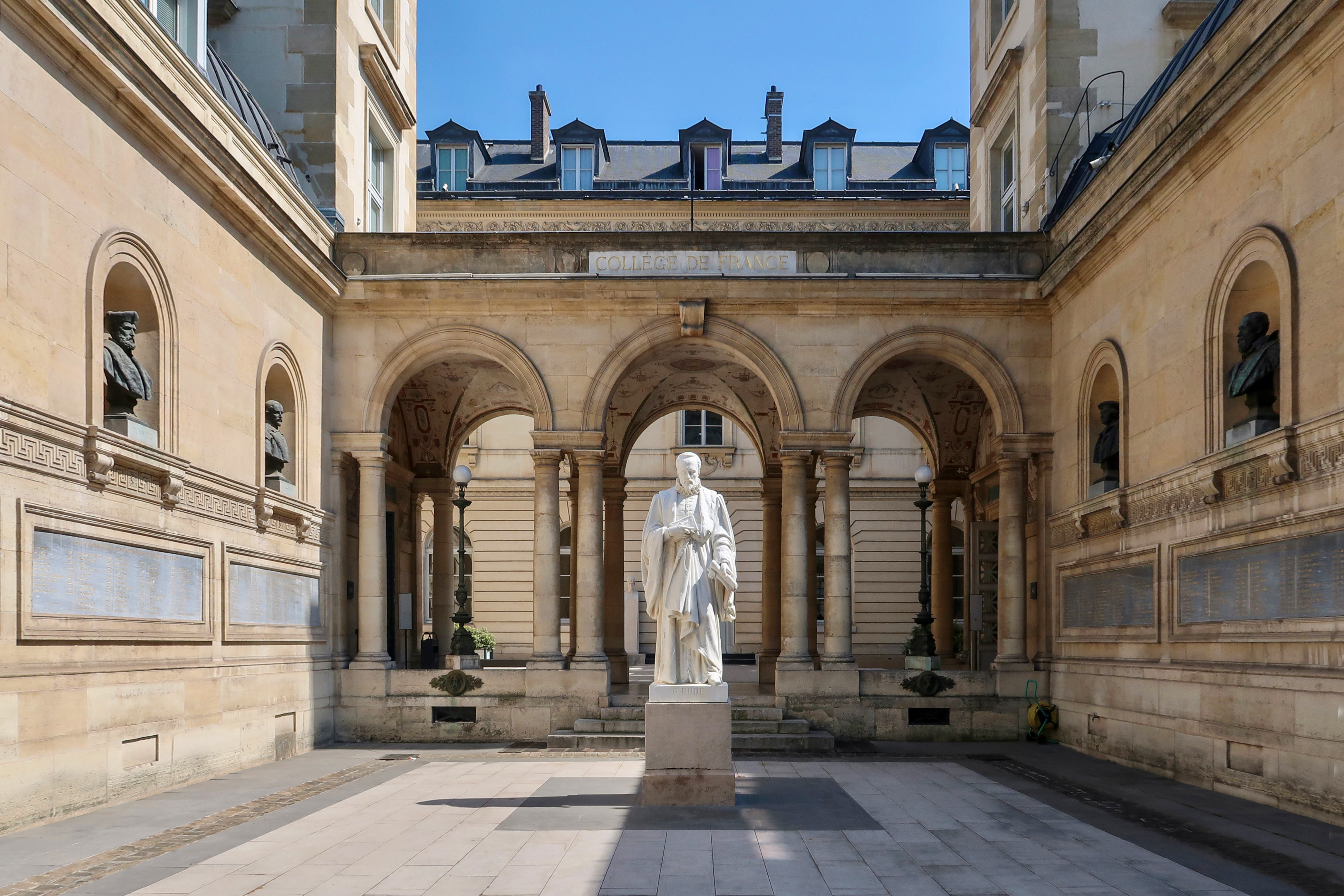
Sân trong của Collège de France

Vào thế kỷ 14, khu vực này được "chia lô", mỗi ô gồm ngôi nhà ở phía Bắc và sân hoặc vườn ở phía Nam. Theo các tài liệu lưu trữ được còn cho biết tên một số ngôi nhà, như Nhà hoa hồng, Nhà răng cưa... Cư dân còn xây dựng các căn hầm kiên cố, dùng nhiều nhiều chức năng: chứa nước, nuôi cá... Khoảng thời gian sau đó, khu vực này thu hút các sinh viên ngoại tỉnh, những người theo học ở Đại học Paris. Năm 1325, trường Collège de Tréguier et de Léon được thành lập cho những sinh viên nghèo từ Bretagne. Hai mươi năm sau, các giám mục của Cambrai, Langres và tổng giám mục Reims lập nên Collège des trois Évêques (Trường của ba giám mục), sau đó trở thành Collège de Cambrai.

### Trường hoàng gia
Năm 1530, theo lời khuyên của Guillaume Budé, François I thành lập đoàn "độc giả hoàng gia" nhưng không có địa điểm riêng. Đến năm 1539, nhà vua quyết định xây dựng một "ngôi trường lớn và đẹp cùng một nhà thờ và các tòa nhà khác". Tuy vậy, François I lại chết trước khi công trình được bắt đầu.
Tới thời Henri IV, nhà vua dự định mua lại toàn bộ khu vực hai trường Tréguier và Cambrai để thay thế bằng Collège Royal (Trường hoàng gia) do kiến trúc sư Claude Chastillon thiết kế. Sau khi Henri IV mất năm 1610, hoàng hậu nhiếp chính Marie de Médicis mua lại một phần Collège de Tréguier và năm 1612, tiếp tục mua tòa nhà của Collège de Cambrai. Dự án của Claude Chastillon được thực hiện tuy chỉ một phần. Collège Royal ở trong tình trạng dang dở này suốt một thế kỷ rưỡi. Năm 1772, Louis XV ký quyết định cấp 120 ngàn livre để sửa chữa Collège Royal và xây dựng các phòng học mới. Kiến trúc sư Jean-François Chalgrin thực hiện công trình trong 6 năm, bao gồm sân cour d'honneur và tòa nhà ngày nay mang tên Chalgrin. Đến giữa thế kỷ 19, Collège Royal đổi thành Collège de France và kiến trúc sư Paul Letarouilly tiếp tục xây dựng các tòa nhà phía Tây, như còn lại đến ngày nay .

## Tổ chức và giáo dục

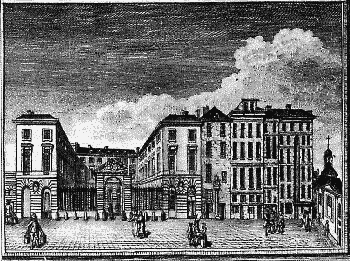
Collège de France năm 1779

Ngay từ khi thành lập, Collège de France đã hướng tới giáo dục chủ nghĩa nhân đạo và khoa học chính xác, điều mà Đại học Paris thời kỳ đó bỏ qua. Trải qua nhiều thế kỷ, với các tên gọi Collège Royal, Collège des Trois Langues (tiếng La Tinh: Collegium Trilingue), Collège National, Collège Impérial và Collège de France từ 1870, trường vẫn giữ một vị trí đặc thù trong nền giáo dục và khoa học Pháp.
Cũng là một cơ sở nghiên cứu chuyên sâu, nhưng Collège de France khác với các cơ quan như CNRS, INSERM, INRA... Các khóa học miễn phí, dành cho tất cả mọi người của Collège de France có điểm tương đồng với Gresham College ở London. Một bức ảnh nổi tiếng cho thấy cảnh đám đông tới nghe bài giảng của Henri Bergson, trong đó nhiều người đứng ở bên ngoài phòng học.
Các giáo sư của Collège de France thuộc nhiều lĩnh vực khác nhau: toán học, vật lý, hóa học, sinh học, lịch sử, khảo cổ học, ngôn ngữ, phương Đông học, khoa học xã hội... Cũng không có con số cố định cho từng bộ môn. Một giáo sư văn học có thể thay thế một giáo sư vật lý khi có ghế trống. Collège de France cũng dành riêng hai ghế giáo sư cho các nhà khoa học nước ngoài tới giảng dạy trong một hoặc hai tháng. Từ năm 1999, trường lập thêm hai ghế giáo sư dành cho các nhà khoa học châu Âu đến giảng dạy trong năm.
Trong số 52 giáo sư của Collège de France hiện nay, có 10 người không phải gốc Pháp. Không chỉ ở Paris, trường cũng tổ chức các khóa học ở các thành phố khác. Mỗi năm, các giáo sư của Collège de France còn thực hiện 30 khóa giảng dạy ở nước ngoài.
Các giáo sư của Collège de France từng có nhiều tên tuổi lớn của khoa học, nghệ thuật thế giới, như André-Marie Ampère, Roland Barthes, Claude Bernard, Michel Foucault, Adam Mickiewicz, Fernand Braudel, Jean-François Champollion, Claude Lévi-Strauss, Henri Bergson, Paul Valéry. Nhiều giáo sư của Collège de France là những người từng đạt các giải thưởng lớn như Nobel, Fields.

## Các địa điểm
Ngoài trụ sở chính ở 11, quảng trường Marcelin Berthelot, Collège de France còn có hai địa điểm khác cũng trong Paris, số 52 phố Cardinal Lemoine và số 3 phố Ulm. Trường cũng có ba viện nghiên cứu: Viện Viễn Đông, Viện văn học, Viện sinh học và Viện thế giới đương đại.
Collège de France sở hữu hai thư viện, lưu trữ nhiều tài liệu quý hiếm. Thư viện đại cương được thành lập vào năm 1936, nằm ở số 11, quảng trường Marcelin-Berthelot. Thư viện này gồm chủ yếu các sách về khoa học xã hội, dành cho các giáo sư của trường. Thư viện chuyên đề nằm ở số 52 phố Cardinal-Lemoine. Nơi đây lưu trữ nhiều tài liệu về Ai Cập cổ đại, Ai Cập thời kỳ Cơ Đốc giáo với các ngôn ngữ như chữ tượng hình Ai Cập, tiếng Copt... Không chỉ dành riêng cho các giáo sư, thư viện chuyên đề còn mở cửa cho giới nghiên cứu và công chúng với những điều kiện nhất định.